# Baños de Ledesma
Baños de Ledesma es una localidad española del municipio de Vega de Tirados, en la provincia de Salamanca y la comunidad autónoma de Castilla y León. En 2020 contaba con 2 habitantes censados.
Pertenece a la comarca de la Tierra de Ledesma, al partido judicial de Salamanca y a la Mancomunidad Comarca de Ledesma.

## Toponimia
Su nombre se asocia desde tiempos remotos con sus famosas aguas termales y al balneario que lleva el mismo nombre de la localidad.

## Historia
La historia de Baños de Ledesma alcanza visibilidad en la época romana, concretamente en tiempos de Marco Aurelio y de su hijo el emperador romano Cómodo. De esta época son las monedas romanas halladas en el lugar que ocuparon las termas romanas que existieron en el recinto de los actuales baños. En cualquier caso, hay que resaltar que esta localidad se encontraba situada junto a la calzada romana que comunicaba Salamanca con Ledesma. Tras el periodo de dominación árabe, Ramiro II de León ordenó su repoblación en el año 939 y en el 1164 Fernando II de León cedió esta localidad a la iglesia de Salamanca.
Durante la primera campaña militar de Almanzor, de casi dos meses de duración, saqueó Baños de Ledesma, arrabal de los salmantinos
Durante la Edad Media este asentamiento contó con un arciprestazgo, motivo por el que alcanzó una gran importancia y renombre. El propio médico de los Reyes Católicos recomendaba las aguas de Baños por su poder curativo.
En el siglo XVII es un anexo de Tirados pero sin pertenecer a nadie hasta el siglo XVIII pues el Fuero de Ledesma prohibió la posesión particular de fuentes antiguas y pozos.
En 1931 los baños son declarados Monumento Histórico Artístico perteneciente al tesoro Artístico Nacional. Los Baños de Ledesma pertenecen en la actualidad al municipio salmantino de Vega de Tirados. En 1975 se construyen las actuales instalaciones y en 1989 se renuevan y amplían. Desde el 1990 estas instalaciones son propiedad del Montepío y Mutualidad de la Minería Asturiana.

## Demografía
| 2             | 2 | 2 | 2 | 2 | 2 | 2 | 2 | 1 | 0 | 0 | 0 | 0 | 0 | 0 | 0 | 0 | 0 | 0 | 1 | 2 |
| (Fuente: INE) |   |   |   |   |   |   |   |   |   |   |   |   |   |   |   |   |   |   |   |   |